# Onthophagus maculosipennis
Onthophagus maculosipennis är en skalbaggsart som beskrevs av Gillet 1930. Onthophagus maculosipennis ingår i släktet Onthophagus och familjen bladhorningar. Inga underarter finns listade i Catalogue of Life.